# C30H52O3
化学式C30H52O3，摩尔质量 460.73 g/mol，可以指：
- 原人参二醇，CAS号：7755-01-3
- 人参二醇，CAS号：19666-76-3

|  | 这个同类索引页列出了具有相同分子式的化学物（即同分異構體）条目。 除非您是有意链接至本页，否则应将相应条目的内部链接指向正确的条目。 |